# Missulena rutraspina
Missulena rutraspina är en spindelart som beskrevs av Faulder 1995. Missulena rutraspina ingår i släktet Missulena och familjen Actinopodidae. Inga underarter finns listade i Catalogue of Life.